# Беляева, Татьяна Ивановна
Беляева Татьяна Ивановна (родилась 14 июля 1933, г. Проскуров) — советский архитектор, лауреат Государственной премии СССР (1980).
В 1958 году окончила Киевский инженерно-строительный институт (нынешний Киевский национальный университет строительства и архитектуры).
Среди работ — реконструкция дендрологического пейзажного парка «Александрия» (1961 год); генеральные планы городов Сквиры (1960), Иванков (1962) в Киевской области, Городка (1963), Шепетовка (1964) в Хмельницкой области; принимала участие в разработке генеральных планов городов Чернигова (1964) и Хмельницкого (1965); санаторного комплекса в городе Трускавец (спальный корпус, водолечебница и поликлиника); в соавторстве в городе Алуште пионерские лагеря «Чайка» (1979) (за что получила Государственную премию СССР в 1980), пансионат «Москва» (1980-81), «Киев» (1986), пионерский лагерь-пансионат им. В. Коробочной (1989).
Татьяна Ивановна впервые предложила использовать сложный рельеф Крыма для сооружения учреждений террасного типа.